# 이타쿠라 시게무네

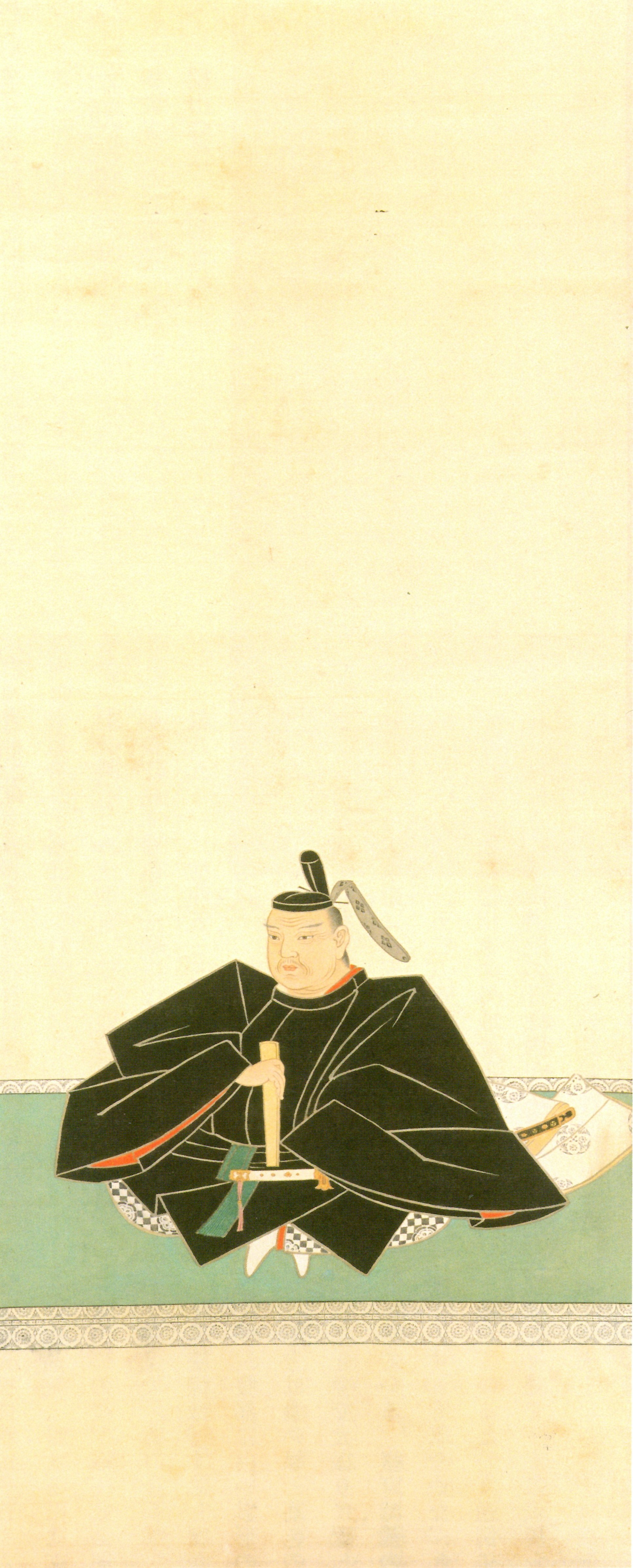
이타쿠라 시게무네

이타쿠라 시게무네(일본어: 板倉重宗, 1586년 ~ 1657년 1월 15일)는 에도 시대 전기의 다이묘이다. 시모사 세키야도 번 초대 번주를 지냈다. 부친 이타쿠라 가쓰시게 사후 에도 막부로부터 교토 쇼시다이직을 수여받았다. 이타쿠라 종가(板倉宗家) 제2대 당주.
| 전임 이타쿠라 가쓰시게 | 이타쿠라 씨 당주 1620년 ~ 1657년 | 후임 이타쿠라 시게사토 |

| 전임 이타쿠라 가쓰시게 | 야마시로국·오미국의 다이묘 (이타쿠라 가) 1620년 ~ 1656년 | 후임 막부령 |

| 전임 마키노 지카시게 | 제1대 세키야도 번 번주 (이타쿠라 가) 1656년 | 후임 이타쿠라 시게사토 |

| 전임 이타쿠라 가쓰시게 | 제3대 교토 쇼시다이 1620년 ~ 1654년 | 후임 마키노 지카시게 |